# Counter-Strike (joc video)
Counter-Strike (cunoscut ca și CS) (pronunțat  [ˈkaʊntəˌstɹaɪk]) este un mod al cunoscutului joc video Half-Life ce face parte din clasa jocurilor First-Person Shooter (FPS) tactic, abreviat "CS", realizat de Minh Le și Jess Cliffe. Acest mod a fost dezvoltat într-o serie de variante de la lansarea originală, ce conține în prezent Counter-Strike Condition Zero, Counter-Strike Source și Counter-Strike pentru platforma Xbox.
Ultima versiune a acestui joc este Counter-Strike 2.
Semne ale influenței majore pe care Counter-Strike o exercită pot fi văzute în apariția unor mod-uri pentru jocuri ca Quake III Arena, Unreal Tournament și alte FPS-uri ca Global Operations, America's Army, Call of Duty, True Combat Elite și multe altele.
Din luna mai a anului 2006 până în prezent Counter-Strike este cel mai jucat FPS din lume. În anul 2002 erau peste 30.000 de servere populate pe Internet pentru Counter-Strike, al doilea fiind Unreal Tournament cu aproximativ 9.800 de servere. În 2004 statisticile GameSpy arătau că peste 85.000 de utilizatori jucau simultan Counter-Strike, iar în 2006, Steam arată cu regularitate că 200.000 de utilizatori joacă Counter-Strike.

## Gameplay
În Counter-Strike jucătorii trebuie să aleagă între teroriști și forțele speciale anti-tero, fiecare opoziție având 4 tipuri de jucători diferiți.
Fiecare jucător primește inițial o sumă de bani setată de administratorul server-ului, cu care poate cumpăra echipamente ($800 pe modul Competitive). Ei primesc inițial un pistol (Heckler & Koch USP 45 pentru anti-tero și Glock 18c pentru teroriști).
La începutul rundei, jucătorii nu se pot deplasa sau trage pentru câteva secunde, în acest timp ei pot cumpăra armament și echipamente.
Echipele sunt puse la poziții diferite, de multe ori baze sunt plasate la capetele opuse ale hărții.
Membrii echipei primesc bonusuri în bani dacă ucid un membru oponent, dacă salvează un ostatic, dacă membrul este terorist și plasează o bombă sau dacă membrul este anti-tero și dezamorsează bomba. De asemenea el primește la următoarea rundă mai mulți bani dacă echipa respectivă câștigă.
Jucătorii uciși în luptă intră în mod de spectator unde pot "zbura" liberi dar nu pot comunica cu cei vii (excepție dacă acest lucru este setat de administrator în consolă). La începutul rundei următoare, ei primesc din nou echipamentul inițial.
Obiectivele ambelor echipe diferă de tipul de hartă ales.
Tabela de scor arată scorul echipelor conform statisticilor pentru fiecare jucător numele, scorul (câți jucători a ucis), deaths (de câte ori a murit) și ping-ul (sau LAG-ul în milisecunde). Tabela de scor indică de asemenea și dacă un jucător este mort, VIP, sau ține bomba, deși echipa opusă nu poate vedea decât dacă jucătorul este mort (sau dacă este VIP numai pe unele servere).

## Realism
Deși Counter-Strike este menit a fi mai realistic decât FPS-urile futuristice ca și Quake III Arena și Unreal Tournament, el păstrează rapiditatea și simplitatea acțiunii pierzând calitatea detaliilor. Pentru a ucide un jucător nu sunt necesare decât câteva lovituri, iar loviturile nu au impact asupra abilității de a fugi și a sări, permițând unui jucător să fie rănit dar să se comporte la fel ca unul care nu este rănit. Și se face respawn (renaștere).

## Lista tipurilor de joc
Oficiale
- Hostage Rescue (Salvarea ostaticilor) - Trupele anti-tero trebuie să salveze ostaticii pentru a câștiga, iar teroriști să îi împiedice.
- Bomb Defusal (Dezamorsarea bombei) - Un terorist ales la întâmplare primește o bombă, el o poate planta la una din zonele cheie ale hărții. După ce plantează bomba ea se va detona automat după câteva secunde. Dacă trupele anti-tero ajung la timp și o dezamorsează ei câștigă, iar dacă nu, teroriștii câștigă.
- Assasination (Asasinare) - Un membru anti-tero este ales la întâmplare pentru a deveni VIP, acesta nu poate cumpăra nimic, are doar un pistol și are armura mai mare decât orice jucător. Trupele anti-tero trebuie să protejeze VIP-ul și să-l ducă teafăr la un punct de siguranță (cel mai folosit este elicopterul), iar teroriști trebuie să ucidă VIP-ul.
- Escape (Evadarea) - Teroriștii nu au posibilitatea de a cumpăra echipamente, ei vor trebui să ajungă la punctul de scăpare predefinit. Membrii anti-tero vor trebui să îi împiedice pe aceștia înainte de a ajunge la punctul respectiv.

Neoficiale
Nu există o listă exactă de tipuri de jocuri neoficiale din cauza că oricine ar putea inventa un nou tip de joc sau încalcă regulile unui tip de joc neoficial.
- Fight Yard (Curtea de război) - Aici membrii echipelor trebuie să se lupte folosind obiectele din jur ca acoperire. De obicei aceste hărți nu au zonă de cumpărat echipament dar armele se găsesc prin jur.
- Sniper War (Războiul lunetiștilor)  Membrii echipelor trebuie să ucidă echipa adversă folosind arme cu lunetă. De obicei aceste hărți includ și turnuri de tragere, iar armele se găsesc prin jur.
- Combat Skill (Îndemânare de război) - Membrii echipelor trebuie să ucidă echipa adversă folosind armele din jur sau cumpărate (dacă este inclusă zona pentru cumpărare în hartă) și obiectele ca acoperire.
- CSS (Hărti Source) Similare cu hărțile normale, sunt îmbunătățite vizual și grafic, aduce un nou tip de gameplay similar cu cel din jocurile construite pe platforma source.
- Knife Arena (Arena cuțitelor) - Membrii echipelor trebuie să ucidă echipa adversă folosind doar cuțite.
- Grenade War (Războiul grenadelor) - Membrii echipelor trebuie să ucidă echipa adversă folosind doar grenade.
- Gun Game (Jocul armelor) - Membrii echipelor ucid membrii adverși pentru a se avansa la un nivel superior. Cu cât nivelul jucătorului este mai mare cu atât primește arme mai bune decât cele precedente.
- Zombie Maps (Hărțile cu zombie) - Aici toți membrii echipei sunt zombie, ei trebuie să atace ceilalți membri ai echipei adverse doar cu un cuțit pentru a-i trece de partea lor.
- Death Match (Meciul morții) - Aici jucătorii trebuie să se ucidă între ei fără echipe, iar ultimul rămas câștigă.
- Surf - Aici jucătorii trebuie să surfeze pe niște "pante", să găsească arme și să se ucidă. În general, în astfel de hărți, dacă un om cade jos de tot ajunge într-o "închisoare", care poate fi deschisă prin mai multe butoane apăsate.
- Respawn (Reînviere) - Aici jucătorii își pot alege orice arme vor ei (un set de arme; ex: Desert Eagle și M4A1). Ei, când mor, nu trebuie să aștepte să moară toată lumea, ci, pur și simplu, reînvie.
- Death Run (Cursa mortală) - În acest tip de joc anti-tero trebuie să parcurgă un traseu cu obstacole în timp ce un singur tero activează capcane.Anti-tero prinși de acele capcane sunt uciși și trebuie să aștepte până când toți anti-tero au fost uciși sau dacă un anti-tero a ajuns la capătul traseului unde ia niște arme și de acolo pornește spre tero să îl omoare.

## Cultura Counter-Strike 1.6
Counter-Strike este popular datorită culturii ce îl înconjoară, care include tot de la jucători profesioniști și ligi de Counter-Strike până la cheating excesiv și comportamente de tot felul. Unele echipe profesioniste de Counter-Strike numite clanuri câștigă mulți bani prin jocurile Counter-Strike. Cele mai concludente sunt Ninjas in Pijamas, Na'Vi, FNatic, Dignitas, Envyus,Kinguin etc..

## Moduri și scripturi
Counter-Strike este un mod de Half-Life care a adunat în jurul său o comunitate de scripteri și moderatori. Unele mod-uri adaugă boți, iar altele înlătură unele caracteristici, iar unele oferă o flexibilitate și un control al unui administrator mult mai mare asupra server-ului său. Cele mai cunoscute sunt Metamod, AMX Mod/AMX Mod X. Sunt unele moduri care pot afecta gameplay-ul serios cum ar fi Zombie Horde, Gun Game și multe altele.
Moduri întâlnite pe serverele online de Counter Strike 1.6:
Clasic - Cunoscut ca și modul normal sau original. Este cel mai frecvent mod folosit pe majoritatea serverelor. Obiectivul principal este eliminarea inamicilor.
Respawn - Sau deathmatch, este un mod destul de popular. Jucatorii vor aparea de fiecare dată când sunt eliminați. Este un mod mai spontan ce poate fi folosit și ca antrenament.
GunGame - Are la bază modul respawn doar că jucătorii vor putea avansa în niveluri de fiecare dată când obțin un frag. După fiecare frag obținut, vor primi de asemenea o armă mai avansată. Se termină atunci când un jucător primește toate armele.
Zombie - Serverele cu acest mod activ se găsesc în două sub-moduri și anume Zombie Mod și Zombie Plague. Scenariul este identic, un jucător va deveni zombie și va putea infecta și alți jucători dacă se aproprie. Zombie au un nivel de viață mult mai ridicat iar restul jucătorilor primesc arme în schimb.
Furien - Este un mod apărut recent în jocul Counter Strike 1.6. Lupta se dă între clasa de furieni și anti-furieni. Furieni pot alerga cu o viteză ridicată și devin invizibili dacă stau nemișcați. Anti-furienii beneficiază în schimb de un arsenal mărit de arme.
HNS - Hide n Seek sau de-a v-ati ascunselea este un mod amuzant în care o echipă trebuie să se ascundă de altă echipă.
BB - Prescurtarea BB vine de la Base Builder. O echipă trebuie să iși construiasca o bază iar cealaltă echipă să găsească și să elimine jucatorii inamici. Un mod interesant ce necesitată imaginație.
JB - Jail Break este un mod in care regăsim două clase și anume detinuți și gardieni. Este recomandat ca jucatorii să dețină microfon pentru amuzament. De obicei detinuții nu au arme iar gardienii au.
War3 - Modul Warcraft 3 este creat dupa celebrul joc cu același nume. Practic, jucatorii vor avea puteri din diferite rase din jocul Warcraft 3. De obicei pot primii armură, viaț mai mare, teleportare, etc. Jucătorii vor începe cu nivelul 1 și pot ajunge la nivelul 25. Fiecare nivel va crește puterea și va aduce o nouă vraja de care se pot folosi.
Alte moduri de CS 1.6: Pokemon mod, Predator Mod, Gladiator Mod, American Footbal Mod, SnowBall mod, Ent mod.